# Jamie Vardy
Pour les articles homonymes, voir Vardy.
Jamie Richard Vardy, né le 11 janvier 1987 à Sheffield au Royaume-Uni, est un footballeur international anglais qui évolue au poste d'attaquant. Après avoir évolué durant de nombreuses années dans les divisions inférieures, Vardy s'impose comme l'un des meilleurs attaquants du championnat anglais à partir de la saison 2015-2016. Il est régulièrement considéré comme l'un des meilleurs joueurs de l'histoire de Leicester City.
En juin 2021, il devient également copropriétaire d'une franchise de football aux États-Unis, Rochester New York FC, dans l'État de New York.

## Biographie

### Jeunesse
Jamie Vardy voit le jour à Sheffield, dans le comté du Yorkshire du Sud en Angleterre. En 2002, âgé de quinze ans, il rejoint le centre de formation de Sheffield Wednesday. Mais le club le renvoie dès la fin de la saison, à cause de sa petite taille et de son manque de puissance physique. L'année suivante, Vardy s'installe au club de Stocksbridge Park Steels, où il évolue en U18, puis en réserve jusqu'en 2007. Cette année-là, il est appelé en équipe première par Gary Marrow. Le jeune homme de vingt ans montre son talent et devient un buteur prolifique. En 2009, faisant l'objet de l'intérêt de plusieurs clubs, Vardy passe une semaine en prêt à Crewe Alexandra. L'essai est infructueux et il essuie par la suite un nouvel échec avec le Rotherham United.
En juin 2010, Vardy signe à Halifax Town. Il ne tarde pas à trouver ses repères, marquant le but de la victoire en août lors de son premier match. Il signe vingt-sept buts pendant la saison 2010-2011 et sécurise ainsi le titre de Northern Premier League, la sixième division anglaise. Vardy ne joue que quatre matches la saison d'après avec Halifax, marquant trois buts.

### Fleetwood Town
Vardy arrive à Fleetwood Town en 2011. Bien qu'il n'y reste qu'une saison, l'attaquant s'intègre rapidement et marque à 34 reprises. Il joue 36 matches de championnat et trouve le chemin des filets trente-et-une fois. Avec Fleetwood, Vardy inscrit un total de trente-quatre buts en quarante rencontres, soit près d'une réalisation par match.

### Leicester City

#### 2012-2015: Les débuts à Leicester
Le 18 mai 2012, est annoncé le transfert de Jamie Vardy à Leicester City pour un contrat de trois ans.
Habitué à évoluer dans des niveaux inférieurs, il s'accoutume mal à la deuxième division anglaise et son rendement devant le but s'en ressent. En août 2012, il inscrit son premier but avec Leicester durant une défaite 2-1 contre les Blackburn Rovers. Mais sa nette baisse de forme amène de nombreuses critiques de la part des supporters du club. Le joueur veut même quitter sa nouvelle formation en fin de saison mais son entraîneur le convainc de rester.
Lors de la saison 2013-2014, Vardy s'installe comme titulaire à la pointe de l'attaque du club. Plus efficace et en confiance, il marque 16 buts en championnat. Leicester City finit premier de la ligue, retrouvant la première division anglaise. Vardy est nommé « Joueur de l'année de Leicester ».
Il accomplit une saison 2014-2015 efficace où les Foxes se sauvent de justesse de la relégation en enchaînant sept victoires lors des neuf derniers matches de championnat. L'attaquant prend part au maintien du club en marquant à cinq reprises et en délivrant huit passes décisives.

#### 2015-2016: Explosion au tout haut niveau et champion d'Angleterre
Vardy réalise un début de saison 2015-2016 exceptionnel avec quinze buts marqués en seize matchs de Premier League. À la reprise du championnat, il inscrit un doublé contre le club de Southampton (2-2) et conforte sa place de meilleur buteur avec neuf buts. Vardy est le premier joueur de Premier League à marquer lors de onze matchs de championnat consécutifs. Il bat à cette occasion le record précédemment détenu par Ruud van Nistelrooy.
Jamie Vardy devient l'acteur majeur du premier titre de Leicester City au même titre que Riyad Mahrez, Kasper Schmeichel et N'Golo Kante. 
Il marque un penalty contre Arsenal mais tarde à retrouver sa confiance. Il manque plusieurs occasions mais délivre beaucoup de passes décisives dans cette période. Après deux mois sans but c'est finalement à l'occasion de la 32e journée de la Premier League qu'il marque. Jamie Vardy marque un doublé contre Sunderland (2-0) qui propulse son équipe vers le titre.

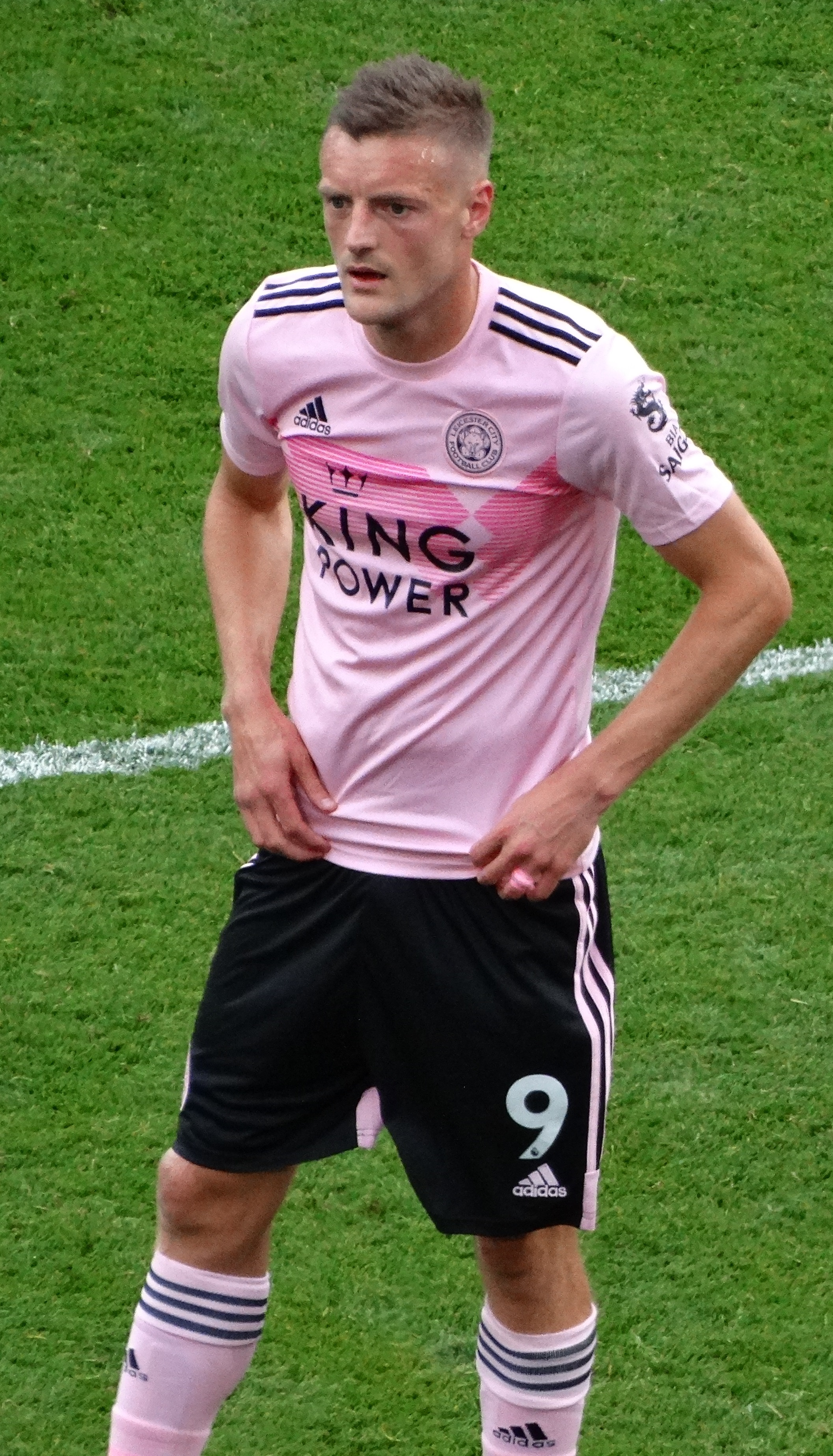
Vardy avec Leicester en août 2019.

Le 17 avril 2016, à l'occasion du 34e match de Leicester en Premier League de la saison, Vardy marque un but en première mi-temps avant d'être exclu à la 57e minute de jeu pour un deuxième carton jaune, à la suite d'une simulation.
En mai 2016, il est élu meilleur joueur de Premier League par l'association des journalistes sportifs anglais.
Le 7 mai 2016, Jamie Vardy inscrit un doublé contre Everton (3-1) dans le match qui voit les Foxes soulever le trophée de champion d'Angleterre.
Il signe en février 2016 un contrat de trois saisons supplémentaires avec Leicester. Le 23 juin 2016, alors qu'il est sollicité par Arsenal, il signe un nouveau contrat jusqu'en 2020 avec les Foxes.

#### 2016-2023: Buteur phare desFoxeset nouveaux trophées
Lors de la saison 2016-2017, Jamie Vardy connaît une première moitié de saison difficile avec seulement 5 buts inscrits en 15 matchs joués, notamment un triplé lors du match opposant Leicester à Manchester City, le premier triplé depuis son arrivée à Leicester City (victoire 4-2).
Le 12 décembre 2016, il termine huitième lors de la remise du Ballon d'or.
Le 9 mars 2019, Vardy passe la barre des cent buts sous le maillot de Leicester en inscrivant un doublé contre Fulham (3-1).
Lors de la saison 2019-2020, Jamie Vardy inscrit 17 buts lors des 18 premières rencontres du championnat, contribuant ainsi à la deuxième place de Leicester au classement à cette date. Le 26 juillet 2020, à la suite de la 38e journée de Premier League, Vardy remporte le golden boot en devenant le meilleur buteur de la saison en championnat avec 23 réalisations. Il remporte ce titre à l'âge de 33 ans, 6 mois et 14 jours, ce qui fait de lui le meilleur buteur le plus âgé de l'histoire de ce classement. Il bat ainsi le record détenu jusqu'ici par Didier Drogba. Un mois plus tard, il prolonge son contrat jusqu'en juin 2023.
Il remporte avec Leicester la toute première FA Cup de l'histoire du club 15 mai 2021 et quelques mois plus tard, soulève le Community Shield après un succès des Foxes 1-0 contre Manchester City.
En août 2022, une nouvelle extension de contrat de Vardy est officialisée, cette fois jusqu'en juin 2024.

#### 2023-2025: Descente en Championship puis remontée en Premier League
Auteur de seulement trois réalisations en 2022-2023, Vardy et Leicester City sont relégués en Championship. En 2023-2024, il n'est plus un titulaire indiscutable mais se révèle efficace en marquant un but tous les trois tirs.
Alors qu'il arrivait en fin de contrat à la fin du mois du juin, il prolonge son contrat d'une saison. Il est désormais lié jusqu'en juin 2025.
Enfin, c'est le 24 avril 2025 que Leicester annonce le départ de Vardy à la fin de la saison 2024-2025.

### Équipe d'Angleterre

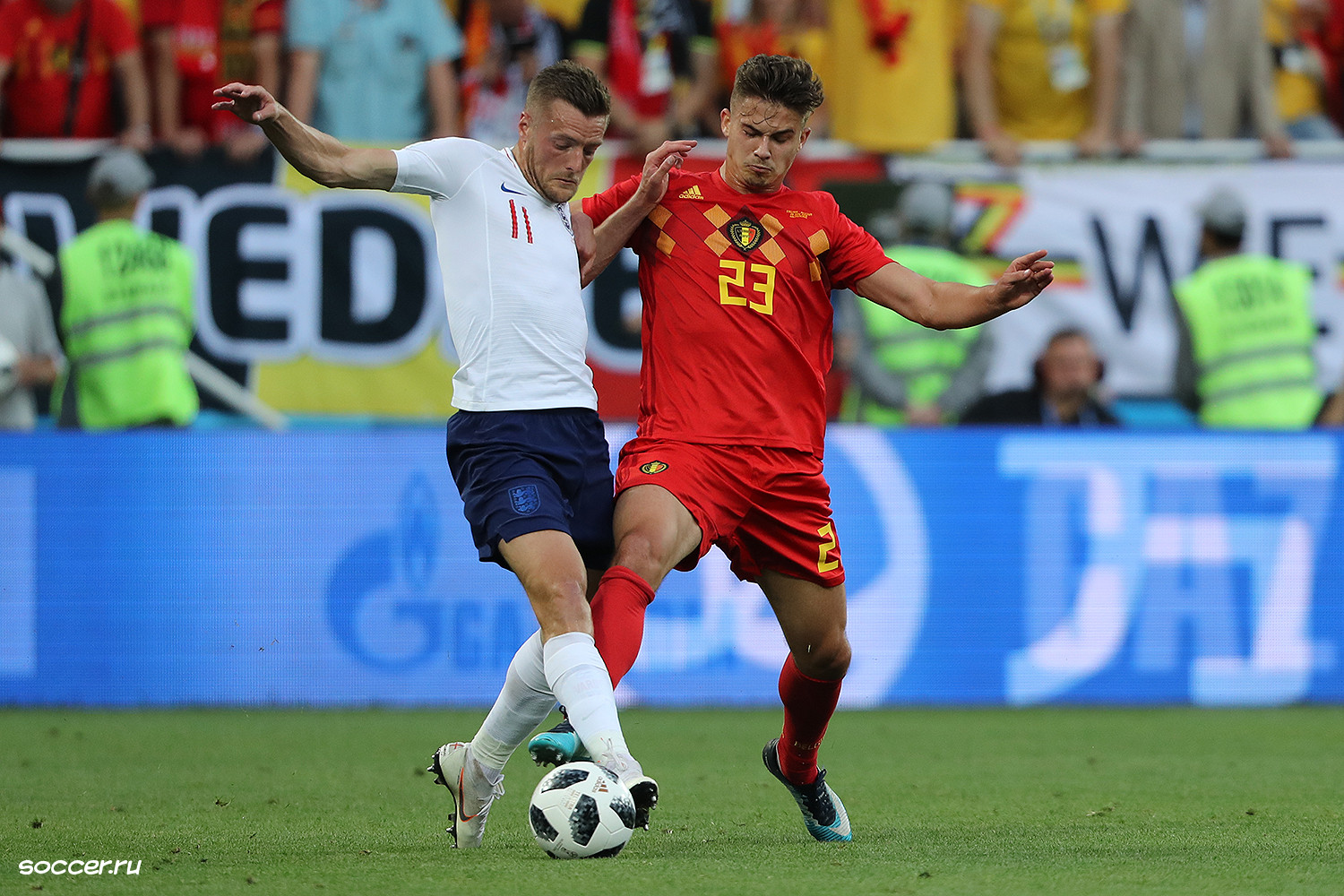
Vardy au mondial 2018 avec la selection anglaise

Le 21 mai 2015, Vardy est retenu dans le groupe anglais qui affronte la Slovénie et l'Irlande. Le 7 juin suivant, il honore sa première sélection en entrant en cours de jeu face à l'Irlande (0-0). 
Le 26 mars 2016, il marque son premier but international lors d'un match contre l'Allemagne (victoire 3-2).
Le 31 mai 2016, Vardy est convoqué en équipe d'Angleterre pour faire partie de l'effectif participant à l'Euro 2016. Il dispute trois matchs et inscrit un but lors du match de groupe face au pays de Galles mais l'Angleterre est éliminée dès les huitièmes de finale par l'Islande (1-2).
Jamie Vardy fait partie des vingt-trois joueurs sélectionnés en équipe d'Angleterre pour disputer la Coupe du monde 2018. Éliminés face à la Croatie en demi-finale (2-1 après prolongation), les Three Lions s'inclinent également lors du match pour la troisième place contre la Belgique (2-0).
Le 28 août 2018, Vardy annonce qu'il met un terme à sa carrière internationale.

## Statistiques
| Saison                | Club                  | Championnat             | Championnat | Championnat | Championnat | Coupe nationale | Coupe nationale | Coupe nationale | Coupe de la Ligue | Coupe de la Ligue | Coupe de la Ligue | Supercoupe | Supercoupe | Supercoupe | Compétition(s) continentale(s) | Compétition(s) continentale(s) | Compétition(s) continentale(s) | Compétition(s) continentale(s) | Angleterre | Angleterre | Angleterre | Total | Total | Total |
| Saison                | Club                  | Division                | M.          | B.          | P.d.        | M.              | B.              | P.d.            | M.                | B.                | P.d.              | M.         | B.         | P.d.       | Comp.                          | M.                             | B.                             | P.d.                           | M.         | B.         | P.d.       | M.    | B.    | P.d.  |
| 2010-2011             | Halifax Town          | Northern Premier League | 40          | 28          | 1           | 1               | 1               | 0               | 0                 | 0                 | 0                 | -          | -          | -          | -                              | -                              | -                              | -                              | -          | -          | -          | 41    | 29    | 1     |
| 2011-2012             | Fleetwood Town        | National League         | 36          | 31          | 17          | 4               | 3               | 0               | 0                 | 0                 | 0                 | -          | -          | -          | -                              | -                              | -                              | -                              | -          | -          | -          | 40    | 34    | 17    |
| 2012-2013             | Leicester City        | Championship            | 26          | 4           | 4           | 2               | 0               | 0               | 1                 | 1                 | 0                 | -          | -          | -          | -                              | -                              | -                              | -                              | -          | -          | -          | 29    | 5     | 4     |
| 2013-2014             | Leicester City        | Championship            | 37          | 16          | 10          | 1               | 0               | 0               | 3                 | 0                 | 1                 | -          | -          | -          | -                              | -                              | -                              | -                              | -          | -          | -          | 41    | 16    | 11    |
| 2014-2015             | Leicester City        | Premier League          | 34          | 5           | 8           | 2               | 0               | 0               | -                 | -                 | -                 | -          | -          | -          | -                              | -                              | -                              | -                              | 4          | 0          | 0          | 40    | 5     | 8     |
| 2015-2016             | Leicester City        | Premier League          | 36          | 24          | 7           | 1               | 0               | 0               | 1                 | 0                 | 0                 | -          | -          | -          | -                              | -                              | -                              | -                              | 4          | 3          | 1          | 42    | 27    | 8     |
| 2016-2017             | Leicester City        | Premier League          | 35          | 13          | 5           | 2               | 0               | 0               | 1                 | 0                 | 0                 | 1          | 1          | 0          | C1                             | 9                              | 2                              | 1                              | 8          | 3          | 0          | 56    | 19    | 6     |
| 2017-2018             | Leicester City        | Premier League          | 37          | 20          | 1           | 3               | 2               | 0               | 2                 | 1                 | 0                 | -          | -          | -          | -                              | -                              | -                              | -                              | 10         | 1          | 0          | 52    | 24    | 1     |
| 2018-2019             | Leicester City        | Premier League          | 34          | 18          | 4           | -               | -               | -               | 2                 | 0                 | 0                 | -          | -          | -          | -                              | -                              | -                              | -                              | -          | -          | -          | 36    | 18    | 4     |
| 2019-2020             | Leicester City        | Premier League          | 35          | 23          | 5           | 1               | 0               | 0               | 4                 | 0                 | 2                 | -          | -          | -          | -                              | -                              | -                              | -                              | -          | -          | -          | 40    | 23    | 7     |
| 2020-2021             | Leicester City        | Premier League          | 34          | 15          | 9           | 4               | 0               | 0               | -                 | -                 | -                 | -          | -          | -          | C3                             | 4                              | 2                              | 0                              | -          | -          | -          | 42    | 17    | 9     |
| 2021-2022             | Leicester City        | Premier League          | 25          | 15          | 2           | 0               | 0               | 0               | 1                 | 2                 | 0                 | 1          | 0          | 0          | C3+C4                          | 4+2                            | 0+0                            | 0+0                            | -          | -          | -          | 33    | 17    | 2     |
| 2022-2023             | Leicester City        | Premier League          | 37          | 3           | 4           | 2               | 0               | 1               | 3                 | 3                 | 0                 | -          | -          | -          | -                              | -                              | -                              | -                              | -          | -          | -          | 42    | 6     | 5     |
| 2023-2024             | Leicester City        | Championship            | 35          | 18          | 2           | 1               | 1               | 0               | 1                 | 1                 | 0                 | -          | -          | -          | -                              | -                              | -                              | -                              | -          | -          | -          | 37    | 20    | 2     |
| 2024-2025             | Leicester City        | Premier League          | 35          | 9           | 4           | 1               | 1               | 0               | -                 | -                 | -                 | -          | -          | -          | -                              | -                              | -                              | -                              | -          | -          | -          | 36    | 10    | 4     |
| Sous-total            | Sous-total            | Sous-total              | 440         | 183         | 65          | 20              | 4               | 1               | 19                | 8                 | 3                 | 2          | 1          | 0          | -                              | 19                             | 4                              | 1                              | 26         | 7          | 1          | 526   | 207   | 71    |
| Total sur la carrière | Total sur la carrière | Total sur la carrière   | 516         | 241         | 82          | 25              | 8               | 1               | 19                | 8                 | 3                 | 2          | 1          | 0          | -                              | 19                             | 4                              | 1                              | 26         | 7          | 1          | 607   | 269   | 88    |

### Buts internationaux
| 1. | 26 mars 2016     | Stade olympique de Berlin, Berlin, Allemagne       | Allemagne      | 2-3 | Match amical.                      |
| 2. | 29 mars 2016     | Stade de Wembley, Londres, Angleterre              | Pays-Bas       | 1-2 | Match amical.                      |
| 3. | 22 mai 2016      | City of Manchester Stadium, Manchester, Angleterre | Turquie        | 2-1 | Match amical.                      |
| 4. | 16 juin 2016     | Stade Bollaert-Delelis, Lens, France               | Pays de Galles | 2-1 | Euro 2016.                         |
| 5. | 15 novembre 2016 | Stade de Wembley, Londres, Angleterre              | Espagne        | 2-2 | Match amical.                      |
| 6. | 26 mars 2017     | Stade de Wembley, Londres, Angleterre              | Lituanie       | 2-0 | Éliminatoires Coupe du monde 2018. |
| 7. | 27 mars 2018     | Stade de Wembley, Londres, Angleterre              | Italie         | 1-1 | Match amical.                      |

## Palmarès

### En club
| Stocksbridge Park Steels (1)                                 | FC Halifax Town (1)                                  | Fleetwood Town (1)                                    | Leicester City (5) |
| ------------------------------------------------------------ | ---------------------------------------------------- | ----------------------------------------------------- | --- |
| - Vainqueur de la Sheffield & Hallamshire Senior Cup en 2009 | - Champion d'Angleterre de septième division en 2011 | - Champion d'Angleterre de cinquième division en 2012 | - Champion d'Angleterre en 2016 - Vainqueur de la Coupe d'Angleterre en 2021 - Vainqueur du Community Shield en 2021 - Champion d'Angleterre de deuxième division en 2014 et 2024 - Finaliste du Community Shield en 2016 |

### Distinctions personnelles
- Meilleur buteur de Premier League en 2020.
- Premier League Player of the Season en 2016[21].
- Joueur de l'année FWA de Premier League en 2016[4].
- Joueur du mois de Premier League en octobre 2015, novembre 2015, avril 2019 et octobre 2019.
- Plus beau but du mois de Premier League en mars 2018[22].
- Membre de l'équipe-type de Premier League en 2016 et 2020
- 8e au Ballon d'or 2016.